# Dana Trochtová
Dana Trochtová (* 11. listopadu 1949) byla česká a československá politička Komunistické strany Československa, poslankyně České národní rady a Sněmovny národů Federálního shromáždění za normalizace.

## Biografie
K roku 1986 se profesně uvádí jako dělnice.
Ve volbách roku 1981 byla zvolena do České národní rady. Ve volbách roku 1986 byla zvolena do české části Sněmovny národů (volební obvod č. 4 - Praha 4-jih). Ve Federálním shromáždění setrvala do konce funkčního období, tedy do voleb roku 1990. Netýkal se jí proces kooptací do Federálního shromáždění po sametové revoluci.